# Ujung Tanduk
Ujung Tanduk is een bestuurslaag in het regentschap Toba Samosir van de provincie Noord-Sumatra, Indonesië. Ujung Tanduk telt 914 inwoners (volkstelling 2010).